# Tre skojiga skojare
Tre skojiga skojare är en svensk komedifilm från 1942 i regi av Tage Holmberg och Elof Ahrle.

## Handling
Tom har skrivit en bok som väcker stort uppseende och han får inte en lugn stund. Han låter därför först John och sedan Fabian att spela honom. Under en intervju avslöjar en kvinnlig journalist bluffen och hotar att publicera den. De tre beslutar att söka upp henne för att stoppa artikeln.

## Om filmen
Filmen spelades in våren 1942 hos AB Centrumateljéerna i Stockholm. Den hade premiär den 17 augusti 1942 och är barntillåten. Filmen har även visats på SVT1 och TV3.

## Rollista
- Elof Ahrle - Tom Berger, författare
- John Botvid - John, Toms betjänt
- Nils Poppe - Fabian Lundegren, uppfinnare
- Carl Hagman - poliskommissarien
- Barbro Kollberg - Rut Brådhe, journalist och sekretererska i Kvinnofridsföreningen
- Viran Rydkvist - moster Augusta
- Douglas Håge - Oskar Blixt, kompositör
- Julia Cæsar - ordförande i Kvinnofridsförening
- Gustaf Lövås - föreståndaren för leksaksaffären
- Rolf Botvid - poliskonstapeln
- Magnus Kesster - hovmästaren på Restaurang Atlas
- Elvin Ottoson - teaterregissören
- Lilly Kjellström - Anna, Fabians fru
- Naemi Briese - Fabians danspartner på Restaurang Atlas

### Ej krediterade (urval)
- Arne Lindblad - Pettersson, porträttfotografen
- Tord Bernheim - bokförsäljaren
- Artur Rolén - Bergström, skådespelaren som spelar bov i teaterpjäsen
- John Elfström - taxichauffören
- Helga Hallén - Lizzie, skådespelerskan som är bekant med Tom
- Nina Scenna - arg kvinna i telefonen
- Dagmar Zeeh - sångerskan på restaurangen
- Carl Ericson - tyrolaren i tavlan
- Greta Stave - störd grannkvinna
- Victor Thorén - granne med hörlur
- Nils Idström - teatervaktmästaren
- Rutger Nygren - Nygren, skådespelaren som spelar älskare
- Gottfrid Holde - en äldre poliskonstapel
- Solveig Lagström - en åskådare i leksaksaffären
- Folke Algotsson - en åskådare i leksaksaffären
- Anna-Lisa Fröberg - kvinnan i taxin
- Robert Ryberg - kypare på restaurangen
- Svea Holm - en kvinna på Kvinnofridsföreningens möte
- Manetta Ryberg - en kvinna på Kvinnofridsföreningens möte
- Agnes Clementsson - en kvinna på Kvinnofridsföreningens möte
- Mary Hjelte - restauranggäst
- Millan Olsson - restauranggäst
- Kate Thunman - restauranggäst
- Paul Hagman - restauranggäst
- Gustaf Hedström - restauranggäst
- Hortensia Hedström - restauranggäst
- Einar Groth - orkesterledaren
- Peva Derwin - basist

## Musik i filmen
- Tyrolervals, musik Sven Rüno, text Sven Rüno och Elof Ahrle, sång Elof Ahrle och John Botvid
- Bä, bä, vita lamm, musik Alice Tegnér, text August Strindberg, sång Nils Poppe, John Botvid och Elof Ahrle
- Soldatgossen, musik Fredrik Pacius, text Johan Ludvig Runeberg, sång Elof Ahrle, John Botvid och Nils Poppe
- Salome, musik Robert Stolz, svensk text Oscar Ralf, sång Elof Ahrle, John Botvid och Nils Poppe
- Rida ranka, musik August Ekenberg, text Hans Henric Hallbäck, sång Nils Poppe och Gustaf Lövås
- Mors lilla Olle, musik Alice Tegnér, text Wilhelm von Braun och Alice Tegnér, sång Nils Poppe
- Konsert, piano, orkester, nr 1, op. 23, b-moll. Sats 1, musik Pjotr Tjajkovskij, instrumental
- Kör till restauranten, musik Elof Ahrle, text Fritz Gustaf Sundelöf, sång Elof Ahrle, John Botvid, John Elfström och Nils Poppe
- Dream Girl, musik Sam Samson, Charles Redland och Jack Geddes, instrumental
- Hollywood Swing, musik Sam Samson, Charles Redland och Jack Geddes, instrumental
- Alla är vi glada musik Gunnar Hellström och Curt Axén, musik Sten Rosell, sång Dagmar Zeeh
- Flickan hon går i ringen, sång John Botvid och Nils Poppe
- I djupa källarvalvet, musik Ludwig Fischer, svensk text Ernst Wallmark, sång Elof Ahrle
- En jägare gick sig att jaga, sång Nils Poppe, John Botvid, Elof Ahrle, Barbro Kollberg och Carl Hagman
- Tre skojiga skojare, musik Elof Ahrle och Sven Rüno, text Georg Eliasson, sång Elof Ahrle, Nils Poppe och John Botvid
- Gubben Noak, instrumental